# Clusiella
Clusiella é um género botânico pertencente à família Clusiaceae.
As plantas deste gênero estão distribuídos nas regiões tropicais das Américas como na Costa Rica, Panamá, Colômbia, Venezuela, Equador, norte do Peru, e norte do Brasil.

## Taxonomia
O género foi descrito por Miers ex Planch. & Triana e publicado em Annales des Sciences Naturelles; Botanique, série 4 13: 314, 14: 253. 1860. A espécie-tipo é Clusiella elegans Planch. & Triana.

## Espécies aceptadas
Este género tem 9 espécies descritas, todas aceitas:
- Clusiella albiflora Cuatrec.
- Clusiella amplexicaulis Cuatrec.
- Clusiella axillaris (Engl.) Cuatrec.
- Clusiella cordifolia Cuatrec.
- Clusiella elegans Planch. & Triana
- Clusiella impressinervis Hammel
- Clusiella isthmensis Hammel
- Clusiella macropetala Cuatrec.
- Clusiella pendula Cuatrec.

## Sinonímia
Astrotheca Vesque, e a variante ortográfica Asthotheca Miers ex Planch. & Triana.